# Likoud
 (septembre 2012).
Si vous disposez d'ouvrages ou d'articles de référence ou si vous connaissez des sites web de qualité traitant du thème abordé ici, merci de compléter l'article en donnant les références utiles à sa vérifiabilité et en les liant à la section « Notes et références ».
Le Likoud (הליכוד, soit littéralement « la consolidation ») est un parti politique israélien de tendance national-libérale. Historiquement au centre droit puis à droite, il effectue un virage idéologique progressif vers l'extrême droite lors du retour au pouvoir de Benyamin Netanyahou. Le Likoud s'inspire très largement de l'idéologie du Parti révisionniste (créé en 1925 par Vladimir Jabotinsky) puis du Herout (créé en 1948 par Menahem Begin), dont il apparaît comme le successeur.
Il est créé en 1973, sous la direction de Menahem Begin, jusqu'alors responsable du Herout. Il remporte les élections en 1977 et met ainsi fin à un demi-siècle de domination du Mapaï sur le Yichouv puis sur l'État d'Israël. Il participe à tous les gouvernements israéliens de 1977 à la fin 2005, sauf entre 1992 et 1996, puis entre 1999 et 2001. Le Premier ministre de ces gouvernements a toujours appartenu au Likoud (sauf entre 1984 et 1986, où il participe au gouvernement de Shimon Peres). Ariel Sharon est la figure emblématique du Likoud jusqu'à ce qu'il fonde Kadima, fin 2005. À la suite de cette scission, le Likoud ne fait plus partie des trois partis politiques dominants en Israël. Mais il revient sur le devant de la scène en 2009, avec la nomination de son chef, Benyamin Netanyahou, au poste de Premier ministre.

## Histoire

### Origines

Le territoire revendiqué par le Parti révisionniste puis par le Hérout.

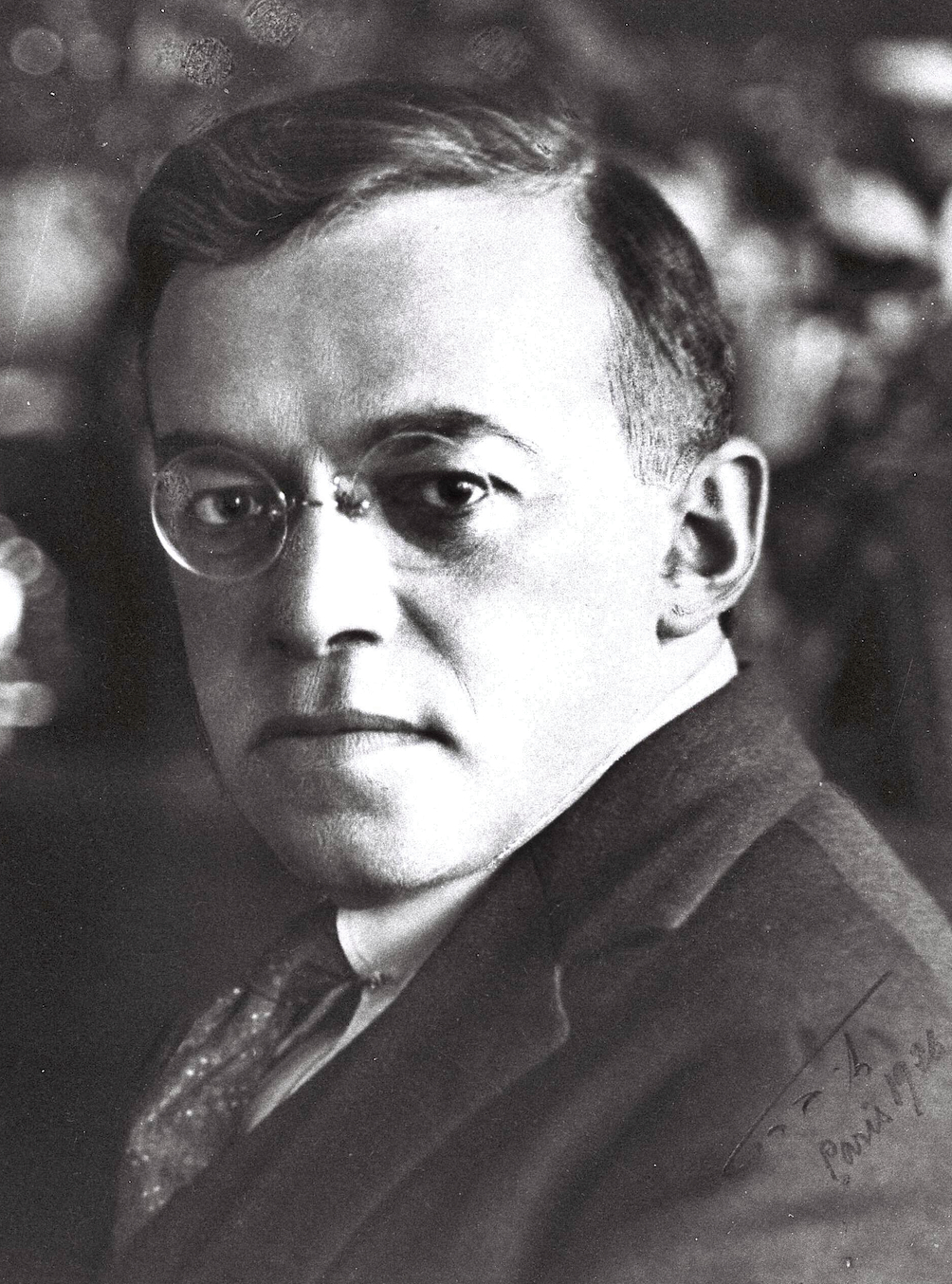
Zeev Vladimir Jabotinsky.

Vladimir Jabotinsky a créé en 1925 le Parti révisionniste, pour « réviser » le sionisme dans un sens plus nationaliste. Le parti Révisionniste a pour idéologie :
- Un État juif s’étendant sur les deux rives du fleuve Jourdain : Palestine mandataire et Jordanie.
- La défense du libéralisme économique face aux idées socialistes qui dominent à l’époque le Yichouv (communauté juive en Palestine).
- La défense du libéralisme politique (démocratie). On note cependant que des courants d’extrême-droite minoritaires opèrent à la droite du parti. Voir le chapitre sionisme révisionniste : La tentation fasciste et les Birionim (1928-1933).

Le mouvement révisionniste s’organise dans les années 1930 en plusieurs organisations :
- Le Parti révisionniste lui-même, dirigé par Vladimir Jabotinsky.
- Le Betar, mouvement de jeunesse indépendant du parti, mais qui se réclame aussi de Jabotinsky.
- L’Irgoun Zvaï Leumi (Organisation militaire nationale), organisation militaire clandestine, considérée comme une organisation terroriste par le Royaume-Uni et l’Agence juive (exécutif sioniste en Palestine mandataire). De 1937 à 1948, l’Irgoun a mené trois campagnes : de 1937 à 1939 contre la population civile arabe, de 1944 à 1947 contre les Britanniques et de la fin 1947 au milieu de 1948 contre la population civile arabe et les groupes armés arabes. Jabotinsky est son chef politique jusqu’en 1940 (fonction assez théorique).
- Le Lehi, organisation dissidente radicale de l'Irgoun, apparue en 1940. Le Lehi se réclame d’une version radicale du courant révisionniste jusqu’en 42-43, avant de s’en éloigner. Mais certains courants du Lehi restent proches des révisionnistes.

Après la mort de Jabotinsky, en 1940, les trois premières organisations, qui reconnaissaient son autorité, n’ont plus de chef commun.
En 1943, Menahem Begin, ancien responsable du Betar de Pologne, considéré comme un peu plus « dur » que Jabotinsky, a pris la direction de l’Irgoun, et a relancé en 1944 la lutte armée contre les Britanniques.
En 1948, l’Irgoun est dissoute sous la pression du nouveau gouvernement israélien (affaire de l’Altalena). Menahem Begin crée alors le Herout, pour regrouper le mouvement révisionniste. Le nouveau parti absorbe le parti Révisionniste et les anciens de l’Irgoun. Ceux-ci obtiennent la majorité des postes de commandes, quand les « politiques » du Parti révisionniste, considérés comme plus modérés (ils ont parfois critiqué les attentats de l’Irgoun), sont mis à l’écart des instances dirigeantes.
Seul le Lehi reste au départ à l’extérieur du Hérout, et crée un éphémère « parti des combattants », dont beaucoup de membres entreront ensuite (mais pas tous), au Hérout, comme Yitzhak Shamir.
Le Herout sous la direction de Menahem Begin reste un parti relativement marginal (en dessous de 15 %) des élections de 1948 à celles de 1961. Il apparaît à beaucoup comme trop nationaliste. Ses revendications d'annexion de la Jordanie sont souvent ressenties comme trop aventuristes.
En 1965, le Herout s'allie au sein de la coalition Gahal avec les sionistes généraux du parti libéral, le mouvement historique du centrisme sioniste. En 1967, lors de la guerre des Six Jours, le gouvernement travailliste invite le Gahal à participer au gouvernement. Il y restera jusqu'en 1970, le quittant par opposition au plan de paix américain dit « plan Rogers ».
L'alliance avec les centristes et la participation au gouvernement, mais aussi l'abandon progressif de la revendication sur la Jordanie, donne à la droite sioniste une image plus modérée.

### Création (1973)
Le Likoud est créé en 1973, quand le Gahal (Hérout + parti libéral) et le La'am décident de se rassembler pour les élections législatives. Le La'am regroupe 3 petits groupes relativement marginaux : le « Centre libre » (dissidents du Hérout), la « Liste d'État » (dissidents travaillistes) et le « mouvements pour le grand Israël » (dissidents travaillistes). le Likoud correspond donc surtout à l'ancien Gahal.
Ariel Sharon a joué un rôle important dans la création du nouveau parti, mais le quitte rapidement. Il le rejoindra en 1977.
Dès 1973, le nouveau responsable du parti est Menahem Begin, ancien chef de l'Irgoun et du Hérout. Le programme est celui des révisionnistes depuis 1925. Le grand Israël est toujours revendiqué, mais redéfini : la Jordanie n'est plus revendiquée. Ce sont les zones occupées par Israël après la guerre des Six Jours qui sont maintenant au cœur des revendications territoriales du Likoud.
Du fait des nombreuses factions que comportaient déjà les partis fondateurs, il faudra attendre 1988 pour que le Likoud devienne un véritable parti unitaire.
Dès 1973, le nouveau parti confirme sa percée, avec 30,2 % des suffrages.

### Victoire de 1977

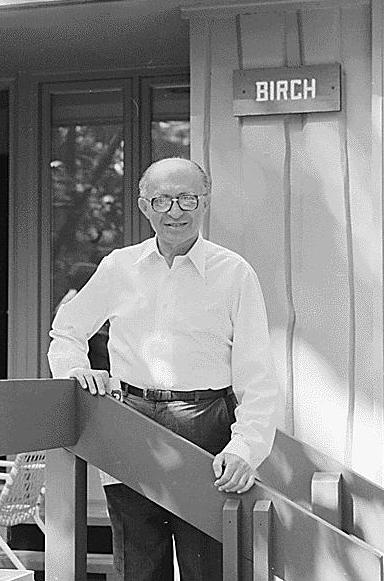
Menahem Begin à Camp David en 1978.

Menahem Begin devient Premier ministre d'Israël en 1977, mettant fin à la domination des travaillistes qui datait de la période du Yichouv. Le Likoud a obtenu 33,4 % des suffrages et 43 sièges (sur 120). Il est immédiatement renforcé par la fusion avec le petit parti Shlomzion (deux sièges) de Ariel Sharon.
La victoire a été rendue possible par plusieurs phénomènes :
- l'image de parti de gouvernement crédible obtenue par la participation au gouvernement travailliste de 1967 - 1970 ;
- la crédibilité nouvelle du vieux projet de grand Israël : après la guerre des Six Jours de 1967, il n'est plus question de conquérir des territoires jordaniens ou égyptiens, il suffit de conserver les terres déjà conquises ;
- le ralliement des sionistes religieux du PNR : traditionnellement, ceux-ci étaient des alliés des travaillistes. Après 1967, on voit apparaître une « faction des jeunes », qui considère que le « grand Israël » est un devoir religieux. En 1977, cette faction l'emporte : le PNR inverse les alliances et rallie le Likoud ;
- le ralliement des religieux non-sionistes : le parti des ultra-orthodoxes juifs est le parti Agoudat Israel. Il était dans l'opposition depuis 1952, mais avait toujours refusé de se lier à la droite nationaliste, entre autres par réticence face au sionisme et à son « culte » de l'État (perçu comme de l'idolâtrie). Menahem Begin va créer une alliance forte en acceptant de nombreuses lois de coercitions religieuses (sur le respect du Shabbat, par exemple), et en augmentant fortement les transferts de fonds étatiques vers les institutions religieuses Agoudat ;
- le ralliement de l'électorat séfarade : les juifs des pays arabes ont immigré en masse dans les années 1950 (voir les articles Alya et Réfugiés juifs des pays arabes). Ils ont mal vécu leur statut social défavorisé (lié à un niveau d'éducation « moderne » assez faible), mais aussi la dévalorisation de leurs traditions culturelles par l’establishment travailliste d'origine européenne et ashkénaze. Le danger d'« orientalisation » d'Israël a parfois été dénoncé en des termes particulièrement brutaux, et perçus comme humiliants par les intéressés. Dans les années 1970, le rejet des travaillistes devient très fort dans cette communauté ;
- Les conséquences de la guerre du Kippour de 1973 : l'armée israélienne a été prise par surprise par les armées égyptiennes et syriennes. La situation a été finalement rétablie, mais la responsabilité du gouvernement travailliste a été mise en cause ;
- l'usure du pouvoir : la gauche sioniste domine le Yichouv puis Israël depuis le début des années 1930. Un certain besoin de nouveauté se fait jour dans l'électorat. C'est ainsi qu'un parti recrutant plutôt à gauche, comme le Dash a choisi l'alliance avec le Likoud.

### Accords avec l'Égypte (1977-1982)
En 1977, Begin accepte les ouvertures de paix de l'Égypte, et négocie la restitution de la péninsule du Sinaï. Bien que la droite israélienne ait revendiqué l'annexion de tout ou partie du Sinaï après 1967, la péninsule n'est pas annexée. Contre l'avis d'une partie des membres de son parti, Menahem Begin accepte en 1977 les accords de Camp David, puis, en 1979, accepte de renoncer à toute revendication sur le Sinaï. Celui-ci sera restitué par étape à l'Égypte entre 1979 et 1982, en échange d'un accord de paix.

### Guerre du Liban (1982-1985)
En 1978, le gouvernement israélien décide d'occuper une bande frontière au Sud-Liban, pour servir de zone tampon entre Israël et les zones dont l'OLP (Fatahland) s'était emparée au Liban à la suite de la guerre civile commencée en 1975.
En 1982, une opération de grande envergure est décidée au-delà de la zone contrôlée par Israël, et ce afin de détruire l'infrastructure de l'OLP dans la région, qui menait des attaques en Israël et contre l'armée israélienne. Menahem Begin souhaitait une opération relativement limitée. Mais Ariel Sharon, ministre de la Défense et membre du Likoud a un projet plus vaste : porter au pouvoir Bachir Gemayel et les phalanges chrétiennes, et faire du Liban un allié d'Israël[réf. nécessaire].
Sans en référer à Begin, Ariel Sharon pousse l'Armée israélienne[réf. nécessaire] jusqu'à Beyrouth. L'OLP, l'armée libanaise et l'armée syrienne, qui tentent de s'y opposer, sont balayés.
Bechir Gemayel devient effectivement président, mais est assassiné presque tout de suite. Israël se retrouve à occuper un vaste territoire avec une forte opposition de certaines populations locales, sans perspective politique. Ariel Sharon démissionne en 1982, après les massacres des camps palestiniens de Sabra et Chatila opérés par les phalanges chrétiennes. En 1983, Menahem Begin, fatigué et malade, se retire.
La guerre du Liban n'a pas permis de bâtir une alliance avec le Liban. Elle a éliminé l'infrastructure militaire de l'OLP, mais celle-ci est remplacée par un mouvement armé plus actif encore : le Hezbollah chiite, pro-iranien et pro-syrien. Enfin, une partie de l'opinion publique israélienne se déclare contre la « sale guerre », qui fait plusieurs centaines de tués entre 1982 et 1985 au sein de Tsahal.

### Gouvernement d'Union nationale (1984-1990)

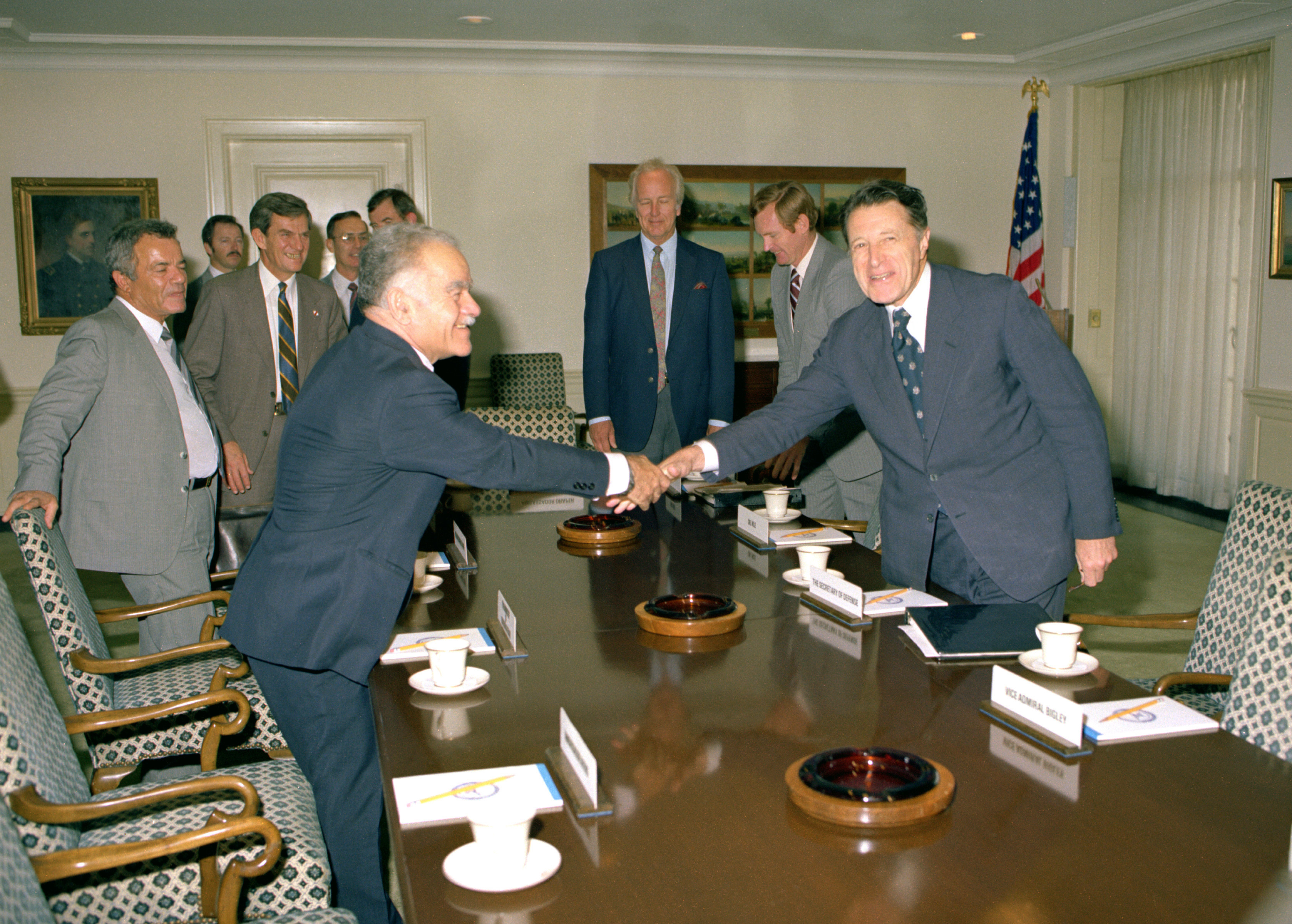
Shamir (à gauche), avec Caspar Weinberger, ministre de la Défense américain, en 1982.

Après sa démission, Menahem Begin est remplacé par Yitzhak Shamir, autre membre du Likoud. Lors des élections législatives de 1984, les travaillistes et le Likoud font jeu égal, avec une très légère avance aux travaillistes. La crise économique et la guerre du Liban expliquent cette remontée travailliste, même si le Likoud a bien résisté, avec 31,9 % des voix.
Les deux partis sont obligés de s'entendre. Un accord de « rotation » est mis en place : les travaillistes et le Likoud gouverneront ensemble. Le premier ministre sera pendant deux ans Shimon Peres, puis pendant deux ans Yitzhak Shamir. Le gouvernement évacue la plus grande partie du Liban en 1985, sans avoir obtenu d'accord politique. L'occupation du Liban Sud est maintenue, occupation contre laquelle le Hezbollah ne va cesser de se battre, jusqu'au retrait israélien unilatéral de 2000.
La colonisation continue à se développer, mais des divergences existent entre les deux partis : les travaillistes souhaitent le renforcement des colonies israéliennes se trouvant dans des zones peu peuplées par les arabes palestiniens, zones qu'ils souhaitent annexer. Le Likoud souhaite conserver l'intégralité de la Cisjordanie et de la bande de Gaza, et donc développer des colonies en profondeur dans les zones peuplées palestiniennes. La différence n'est pas dans le principe des annexions, ni sur leur légitimité (pour les deux partis, tout Eretz Israël appartient de droit au peuple juif). La divergence porte sur la démographie arabe : pour les travaillistes, elle s'oppose à de larges annexions : Israël doit rester un pays avec une large majorité juive. Pour le Likoud, la présence d'une très forte minorité arabe (potentiellement majoritaire compte tenu de sa natalité) est acceptable : le projet du Likoud est d'accorder un certain degré d'autonomie (mal défini) aux populations arabes de Cisjordanie et de la bande de Gaza, mais de ne pas leur donner le droit de vote aux élections nationales. Ce qui est dénoncé comme de l'apartheid par les opposants à ce projet. Une grande immigration juive venue d'URSS ou des pays occidentaux est aussi espérée, immigration qui permettrait aux juifs de devenir définitivement majoritaires dans le « grand Israël ».
La tension entre ces deux stratégies fera échouer la tentative de rapprochement de Shimon Peres avec la Jordanie pour un compromis territorial, menée en 1985-1986.
À partir de décembre 1987 éclate la première intifada (le soulèvement des populations palestiniennes). Les élections de 1988 portent donc largement sur la pertinence d'un projet politique (le grand Israël) intégrant ces populations au sein d'un État juif. Le Likoud obtient un certain avantage, et Yitzhak Shamir reste Premier ministre. Faute de majorité claire, le gouvernement d'Union nationale est prolongé, mais les divergences stratégiques entre Likoud et travaillistes sur la question palestiniennes augmentent. En 1990, c'est la rupture. Les travaillistes quittent la coalition.
Yitzhak Shamir était bien moins lié que Menahem Begin aux religieux. Contrairement à ce dernier, il ne montre aucun intérêt particulier pour la religion. Il parvient quand même, avec quelques difficultés, à maintenir l'alliance avec eux, et reste Premier ministre. Il relance fortement la colonisation, quelque peu freinée par les travaillistes (au moins dans les zones à majorité arabe, qui n'intéressent pas les travaillistes). Il y a 100 000 colons (en dehors de Jérusalem-Est) à la fin de son mandat, en 1992.

### Processus de paix

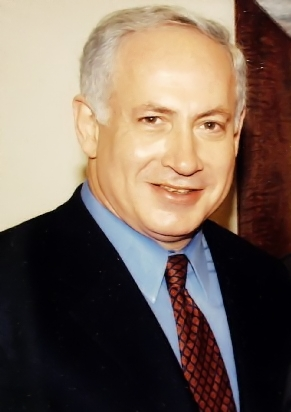
Benyamin Netanyahou, 2003

En 1991, soumis à de fortes pressions américaines, Shamir accepte de participer à la négociation de Madrid, qui devait préparer la paix au Moyen-Orient. Mais toujours partisan du grand Israël, il refuse de s'engager réellement dans des négociations, lesquelles mènent obligatoirement à des demandes de retrait de la Cisjordanie.
En 1992, il n'obtient que 24,9 % des voix, et est battu par les travaillistes. Ceux-ci signent les accords d'Oslo avec l'OLP en 1993.
Le Likoud rentre alors dans l'opposition. Très réticent aux accords d'Oslo, il entame un tournant vers un libéralisme économique plus marqué, sous l'influence de son nouveau leader à partir de 1993, Benyamin Netanyahou.
En 1996, Netanyahou devient Premier ministre d'Israël, et donne un coup d'arrêt au processus de paix. Les accords d’Oslo ne sont pas remis en cause, mais interprétés à minima. Les négociations sur le statut final des territoires palestiniens, qui devaient s’engager à l’été 1996, ne démarrent pas. La colonisation est relancée vigoureusement. Il y aura ainsi 200 000 colons juifs en 2000 dans les territoires palestiniens (surtout en Cisjordanie), hors Jérusalem-Est.
Parallèlement, Benyamin Netanyahou lance une politique économique d’inspiration anglo-saxonne, bien plus libérale que celles des précédents gouvernements Likoud. Cette politique heurte l'électorat populaire du parti (La droite israélienne a un double électorat : l’un est issu des classes moyennes et de la bourgeoisie ; il est libéral, aisé et plutôt ashkénaze. L’autre est un électorat plus pauvre, plus populaire, et plutôt sépharade. Ces deux électorats sont unis par leur nationalisme et leur attachement à la thématique du grand Israël. Mais la politique économique très libérale qu'impulse Benyamin Netanyahou est assez mal perçue dans ces milieux populaires).
En 1999, le travailliste Ehud Barak remporte les élections et devient Premier ministre. Avec 14,1 % de suffrages, le Likoud réalise le plus mauvais score de son histoire, abandonné par une partie de son électorat populaire. Benyamin Netanyahou doit démissionner, et le parti se choisit alors un nouveau leader, Ariel Sharon, considéré comme un « faucon » (un nationaliste dur).

### Charte du Likoud (1999)
La charte du Likoud ne reconnaît pas l'existence d'un État Palestinien. Au contraire, cette charte stipule que les communautés juives de « Judée », de « Samarie » et de Gaza sont une concrétisation des valeurs sionistes ; que l’implantation est l’expression du droit irréfutable du peuple juif à disposer de la terre d’Israël ; et que le Likoud s’attachera à renforcer et à développer ces communautés et s’opposera à leur démantèlement.
D'autre part, la charte du Likoud rejette fermement la création d’un État arabo-palestinien « à l’ouest du Jourdain » et précise que les Palestiniens peuvent vivre librement dans un contexte d’autonomie mais pas en tant qu’État indépendant et souverain.
Enfin, la charte affirme que Jérusalem est la capitale « éternelle et indivisible » de l’État d’Israël et seulement de l’État d’Israël, elle rejette fermement toute proposition palestinienne envisageant la division de Jérusalem.

### Seconde Intifada et éclatement du Likoud (2000-2006)

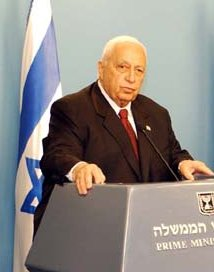
Ariel Sharon, le 20 juin 2003.

En 2000, Ehud Barak engage des négociations avec les Palestiniens. Celles-ci échouent : les Israéliens ont demandé l’annexion d’environ 10 % des territoires palestiniens et de Jérusalem-Est, demandes refusées par l’Autorité palestinienne.
La Seconde Intifada éclate et en quelques semaines, il y a des dizaines de morts, dont 40 % d’enfants et d’adolescents[Information douteuse].
Fin 2000, les organisations palestiniennes basculent dans le terrorisme. Des attentats commencent à être commis, en particulier contre des civils israéliens : c’est la seconde intifada.
Fragilisé, Ehud Barak convoque des élections au poste de Premier ministre (mais sans élections législatives), qu’il perd en janvier 2001.
Ariel Sharon devient Premier ministre. Rapidement, il montre une évolution importante par rapport aux principes qui fondent la droite sioniste depuis 1925.
Ariel Sharon évoque dès 2001 la possibilité d’un État palestinien sur une partie de la Cisjordanie et sur la bande de Gaza. Le territoire laissé aux Palestiniens serait inacceptable pour ceux-ci: il s’agit des zones A et B issues des accords d’Oslo, soit 42 % de la Cisjordanie et 60 % de la bande de Gaza. Mais il s’agit d’une rupture symbolique importante.
Rapidement aussi, Ariel Sharon commence la construction d'une « barrière de sécurité » rattachant de fait les grosses colonies de Cisjordanie au territoire israélien. Fin 2005, elle englobe 7,5 % du territoire palestinien. Proposée à l'origine par la gauche, critiquée par les palestiniens et par des extrémistes sionistes accusent Sharon de « diviser la terre d'Israël ».
En 2003, Ariel Sharon va plus loin. Considérant qu’une négociation avec Yasser Arafat n’est ni acceptable ni possible, il propose de tracer unilatéralement les frontières, et d’évacuer les territoires palestiniens les plus peuplés, en commençant par la bande de Gaza.
Le retrait suscite l’opposition de la majorité du parti qui refusent d’abandonner la bande de Gaza, et des nationalistes qui considèrent que l’abandon est acceptable, mais pas sans contreparties palestiniennes. Un référendum interne au Likoud rejette le plan, et la majorité de la direction du parti aussi.
Ariel Sharon passe outre, et réalise l'évacuation de la bande de Gaza en septembre 2005. Devant l’opposition grandissante du parti, il quitte celui-ci le 21 novembre 2005, pour fonder son propre parti, Kadima. La direction de ce nouveau parti est reprise par Ehud Olmert en janvier 2006, après l’accident vasculaire cérébral qui plonge Ariel Sharon dans le coma.
Si elle est rejetée par le Likoud, l’idée d’une séparation radicale d’avec les palestiniens est devenue populaire dans le pays. L’idée du grand Israël est de plus en plus perçue comme créant de fait un État judéo-arabe dont la majorité ne veut plus. Les sondages sont donc favorables à Kadima.
L'homme fort du Likoud redevient Benyamin Netanyahou qui gagne les élections primaires du parti, le 19 décembre 2005. Prenant en compte l’évolution de l’opinion publique israélienne, il renonce de fait au grand Israël en proposant début 2006 un État palestinien réduit à 40 % de la Cisjordanie.
Les élections générales de la fin mars 2006 confirment les sondages. Le Likoud n'obtient que 9 % des voix, et s'installe dans l'opposition. Après les défaites de 1999 et celle de 2006, la direction de Benyamin Netanyahou devient très contestée au sein du parti.

### Réorganisation du parti à partir de 2006
À l'été 2006, un conflit frontalier oppose Israël et l'organisation armée chiite libanaise, le Hezbollah, qui résulte en de nombreuses pertes humaines.
Le nombre des morts, les difficultés de l'armée à vaincre les combattants du Hezbollah et les défaillances de la défense civile entraînent une crise politique qui dégrade fortement la popularité du gouvernement Olmert.
Benyamin Netanyahou retrouve une grande part de sa popularité perdue. Fin septembre 2006, il caracole en tête des sondages, et le Likoud semble presque assuré de remporter d'éventuelles élections anticipées.
Consolidé par ces nouveaux sondages, Benyamin Netanyahou est réélu le 14 août 2007, à la présidence du parti. Son adversaire Moshe Feiglin, candidat de la droite dure religieuse, a obtenu 23 % des voix.
En juillet 2014, Israel Beytenou quitte l'alliance avec le Likoud, tout en restant dans la coalition gouvernementale ; les deux partis reprennent ainsi leur liberté de vote au Parlement.
En mars 2015, le parti crée la surprise en gagnant les élections avec 23,4 % des voix. Le parti bat donc son principal concurrent, l'Union sioniste qui gagne 18,7 % des voix. Son président Benyamin Netanyahou est reconduit au poste de premier ministre et construit une coalition avec les partis : Koulanou, Le Foyer juif, Judaïsme unifié de la Torah et Shas.
En 2016, l'ancien ministre de la Défense Moshe Ya'alon, déclare qu'« Il est regrettable que de dangereux éléments extrémistes contrôlent Israël et le Likoud. Ce n’est plus le parti auquel j’ai adhéré. ». Certains commentateurs politiques notifient une dérive vers l'extrême droite sous la direction de Netanyahou.

## Idéologie
Le programme du Likoud lors de sa fondation en 1973 s’inscrit ainsi dans la continuité du sionisme révisionniste de Vladimir Jabotinsky, notamment en ce qui concerne la revendication du « Grand Israël ». Des précisions sont toutefois posées et la Jordanie n’est plus revendiquée, seuls les territoires palestiniens occupés par Israël depuis la guerre des six jours sont désormais réclamés. Les gouvernements issus du Likoud mènent ainsi une active politique de colonisation.
Le politiste Dani Filc estime que le Likoud a commencé à adopter une « rhétorique fasciste » après l'attaque du Hamas du 7 octobre 2023 et le début de la guerre de Gaza. Pour Liran Harsgor, de l’École de sciences politiques de l’Université de Haïfa, « les frontières idéologiques et rhétoriques entre le Likoud et Otzma Yehudit (mouvement d’extrême droite d’Itamar Ben Gvir) se sont considérablement estompées ces dernières années ». Des personnalités acquises à l'idéologie kahaniste et des membres des Jeunes des collines font leur entrée au gouvernement Netanyahou à partir de 2022.
La radicalisation du Likoud avait été symboliquement annoncée en 2018 avec la « Loi Israël, État-nation du peuple juif ». Celle-ci fait d’Israël une ethnocratie selon divers chercheurs. En donnant la priorité à la judéité, ce texte inscrit dans les lois fondamentales (équivalents d'une Constitution) une forme de suprémacisme juif. Ainsi, selon le sociologue Sammy Smooha, « en proclamant qu’il est à la fois une démocratie et un État juif, Israël admet qu’il est une démocratie ethnique »,

## Résultats électoraux

### Élections législatives
| Année d'élection | Chef de file        | Voix      | %    | Rang | Sièges   | Gouvernement                                  |
| ---------------- | ------------------- | --------- | ---- | ---- | -------- | --------------------------------------------- |
| 1973             | Menahem Begin       | 473 309   | 30,2 | 2e   | 39 / 120 | Opposition                                    |
| 1977             | Menahem Begin       | 583 968   | 33,4 | 1er  | 45 / 120 | Begin I                                       |
| 1981             | Menahem Begin       | 718 941   | 37,1 | 1er  | 48 / 120 | Begin II (1981-1983), Shamir I (1983-1984)    |
| 1984             | Yitzhak Shamir      | 661 302   | 31,9 | 2e   | 41 / 120 | Peres I (1984-1986), Shamir II (1986-1988)    |
| 1988             | Yitzhak Shamir      | 709 305   | 31,1 | 1er  | 40 / 120 | Shamir III (1988-1990), Shamir IV (1990-1992) |
| 1992             | Yitzhak Shamir      | 651 229   | 24,9 | 2e   | 32 / 120 | Opposition                                    |
| 1996             | Benyamin Netanyahou | 767 401   | 25,1 | 2e   | 22 / 120 | Netanyahou I                                  |
| 1999             | Benyamin Netanyahou | 468 103   | 14,1 | 2e   | 19 / 120 | Opposition (1999-2001), Sharon I (2001-2003)  |
| 2003             | Ariel Sharon        | 925 279   | 29,4 | 1er  | 38 / 120 | Sharon II                                     |
| 2006             | Benyamin Netanyahou | 281 996   | 9,0  | 4e   | 12 / 120 | Opposition                                    |
| 2009             | Benyamin Netanyahou | 729 054   | 21,6 | 2e   | 27 / 120 | Netanyahou II                                 |
| 2013             | Benyamin Netanyahou | 884 631   | 23,3 | 1er  | 20 / 120 | Netanyahou III                                |
| 2015             | Benyamin Netanyahou | 924 766   | 23,2 | 1er  | 30 / 120 | Netanyahou IV                                 |
| 04/2019          | Benyamin Netanyahou | 1 140 370 | 26,5 | 1er  | 35 / 120 | Pas de gouvernement                           |
| 09/2019          | Benyamin Netanyahou | 1 113 617 | 25,1 | 2e   | 32 / 120 | Pas de gouvernement                           |
| 2020             | Benyamin Netanyahou | 1 352 334 | 29,5 | 1er  | 36 / 120 | Netanyahou V                                  |
| 2021             | Benyamin Netanyahou | 1 066 892 | 24,2 | 1er  | 30 / 120 | Opposition                                    |
| 2022             | Benyamin Netanyahou | 1 115 335 | 23,4 | 1er  | 32 / 120 | Netanyahou VI                                 |

## Présidents
- Menahem Begin (1973-1983)
- Yitzhak Shamir (1983-1993)
- Benyamin Netanyahou (1993-1999)
- Ariel Sharon (1999-2005)
- Benyamin Netanyahou (depuis 2005)